# Memorial Lancaster (Weiswampach, Luxemburg)
El Memorial Lancaster és un monument commemoratiu al nord de la localitat de Weiswampach a Luxemburg. Va ser erigit 60 anys després que finalitzés la Segona Guerra Mundial, en memòria de 14 aviadors aliats dels Estats Units, 13 dels quals van morir al lloc durant la nit del 12 al 13 d'agost de 1944 quan els seus avions, dos Avro Lancaster, van ser abatuts pels alemanys.